# 青森市立古川小学校
青森市立古川小学校（あおもりしりつ ふるかわしょうがっこう）は、青森県青森市中心部付近に位置する公立小学校。旧校舎は老朽化が進んだため取り壊されたが、かつては青森大空襲の際、中心市街地の中で唯一焼け残った建物として知られていた。

## 基礎情報
- 所在地 - 古川3丁目7-14

## 沿革
- 1926年（大正15年）
  - 11月 - 校舎完成。当初は6月の完成予定が大幅に遅れた。
  - 12月24日 - 青森市古川尋常高等小学校として開校。尋常科・高等科合わせて児童915名で発足。当時は、青森市ではなく、東津軽郡大野村に校舎があった。
- 1927年（昭和2年）
  - 1月17日 - 始業式挙行。この日から、授業開始。
  - 4月1日 - 浦町尋常高等小学校から高等科女子3学級を本校に移籍。
- 1931年（昭和6年）4月7日 - 本校附設の青森市立実科高等女学校が、浦町尋常高等小学校に移転。
- 1932年（昭和7年）
  - 4月1日 - 高等科を廃止し、古川尋常小学校と改称。
  - 6月1日 - 大野村が青森市に合併され、名実共青森市の学校になる。
- 1937年（昭和12年）4月1日 - 千刈尋常小学校開校により、学区変更。
- 1939年（昭和14年）4月1日 - 公立古川青年学校を附設。
- 1941年（昭和16年）4月1日 - 国民学校令により、古川国民学校と改称。
- 1945年（昭和20年）
  - 7月28日 - 青森空襲により、校舎焼失（鉄筋部分のみ残った）。
  - 9月10日 - 浦町国民学校と新町国民学校の児童を収容。
- 1946年（昭和21年）4月21日 - 高等科を併置（14年ぶりの高等科設置）。
- 1947年（昭和22年）
  - 3月31日 - 公立古川青年学校廃止。
  - 4月1日 - 学制改革により、青森市立古川小学校と改称。同日から古川中学校を併設。
- 1949年（昭和24年）9月1日 - 古川中学校校舎が、新築完成し移転。
- 1953年（昭和28年）
  - 4月1日 - 甲田小学校発足。ただし、本校校舎の一部を充てて授業実施（2部授業）。
  - 6月15日 - 甲田小学校開校に伴い、学区変更。
- 1956年（昭和31年）10月20日 - 創立30周年記念式典挙行。
- 1957年（昭和32年）3月3日 - 2階建屋内体操場竣工。
- 1960年（昭和35年）4月1日 - 特殊学級設置。
- 1962年（昭和37年）11月15日 - 学校給食開始。
- 1966年（昭和41年）11月5日 - 創立40周年記念式典挙行。
- 1968年（昭和43年）4月1日 - 旧県公舎跡地が、本校の校庭と決まる。
- 1971年（昭和46年）
  - 4月1日 - 学区変更により、千刈小学校から、一部児童を転籍[1]。
  - 6月24日 - 簡易プール設置。
- 1976年（昭和51年）10月16日 - 創立50周年記念式典挙行。
- 1986年（昭和61年）10月25日 - 創立60周年記念式典挙行。
- 1996年（平成8年）
  - 1月8日 - 新校舎竣工。
  - 2月1日 - 新校舎へ移転。
  - 4月10日 - 本校校舎に併設の社会教育施設古川市民センターが開館。
  - 11月16日 - 新校舎落成と創立70周年記念の両式典挙行。

## 学区
北金沢1丁目、北金沢2丁目の一部、安方1丁目の一部、新町1丁目の一部、古川1丁目の一部、古川2丁目の一部、古川3丁目の一部

## 著名な出身者
- なかにし礼（作詞家）
- 矢野顕子（シンガーソングライター）

## 周辺
- 青森市古川市民センター - 同一建物内
- 旧線路通り（青森市道・旧国鉄東北本線跡）
- 青い森鉄道青い森鉄道線
- JR奥羽本線（貨物支線）
- 青森県道44号青森環状野内線
- 国道7号線
- 中小規模のマンション・アパートも点在。

## アクセス
- 青森市営バス「古川小学校前」停留所下車後、学校正門まで、
  - 古川・青森駅前・しあわせプラザ前・市民病院前・東部営業所・工業高校前・NTT青森支店前経由第二問屋町行・浪館循環外回りの青森駅前行のりばから、徒歩約300m・約5分。
  - 慈恵会病院・青森変電所前・三内丸山遺跡前・浪館循環内回りの青森駅前行のりばから、徒歩約270m・約4分。
- なお、青森市営バス・青森市市バス・弘南バスの「古川」停留所からもアクセス可能。

## 参考資料
- 『新青森市史 別編教育（別巻）年表・学校沿革』（青森市・2000年3月発行）「学校沿革 （一）小学校」155頁～156頁「古川小学校」
- 『青森県教育史 別巻』（青森県教育委員会・1973年12月20日発行）「学校沿革 小学校」697頁「古川小学校」